# クルーゾー警部 (アニメ)
クルーゾー警部（The Inspector）は、アメリカのアニメーション作品である。原作者はデヴィッド H.ディパティエとフレッツ・フレレング。

## 概要
映画『ピンクの豹』に登場するクルーゾー警部を主人公に据えた本作は、1965年から1969年にかけて全34話まで短編が製作されテレビ放送されている。日本の地上波では1972年にフジテレビで『警部でゴジャール』のタイトルで（全17話）が金曜7時15分から7時30分に放送され、東京12チャンネル（現：テレビ東京）の『マンガのくに』でも再放送されたことがあり、1977年9月2日からは19時23分 - 19時30分に独立枠として放送されたこともある（ピンクパンサーと同じ枠であった）。日本のカートゥーン ネットワークでは放送されていないが、アメリカ等ではカートゥーン ネットワークおよびブーメラン、東南アジアではディズニー・チャンネルで放送されている。1980年8月9日にはオムニバス映画『ピンクパンサー&クルーゾー警部』が公開され、日本では1981年に東宝によって劇場公開された。

## 登場人物
インスペクター（オリジナル版）／クルーゾー警部（オムニバス映画版）／ゴジャール警部（警部でゴジャール）
声 - パット・ハリントン・ジュニア、マーヴィン・ミラー、吹 - 藤村有弘（警部でゴジャール）、大塚周夫（オムニバス映画）、青野武（平成版ピンク）
本名：ジャック・クルーゾー（Jacques Clouseau）
パリ警察所属の警部補、非常にドジで不注意な性格で、いつも捜査中に怪我をしている（窓から落下など）。ただし混乱が起きた際は爆弾を海に投げ落としたりしてコミッショナーを怒らせてしまう。
いつもはドゥドゥ巡査と共に事件を解決しているが、彼が不在の際はクルーゾーが自力で捜査する。
1993年のテレビアニメ『ピンクパンサー』では、ピンクを追かけている。
ドゥドゥ（オリジナル版）／シーシー（警部でゴジャール）／ピクラ・パクラー（オムニバス映画版）
声 - ドン・メシック、パット・ハリントン・ジュニア、吹 - 山本嘉子（警部でゴジャール）、不明（オムニバス映画版）
パリ警察所属の巡査部長、基本では目を閉じている（一度だけ開いたことがある）
彼はスペイン出身で、メキシコ料理が好物、母国語の「Sí」をよく使う事があり、警部に「Siとは言うな、Ouiと言え」と言われてしまう。現金のフランをペソと間違えるなど頭は悪いが、しっかりと捜査に取り組んでいる。しかし女に弱いのか、捜査に集中できなくなる。
オリジナルでは「ドゥドゥ（deux deux）」だが、吹き替え版では上記のように名前が異なる。吹き替え声優も最初は山本が演じたが、オムニバス映画版では男性声優が演じていた。
コミッショナー（オリジナル版）／警視総監（警部でゴジャール）／署長（オムニバス映画版）
声 - ラリー・シュトルヒ、ポール・フリーズ、マーク・スコー、マービン・ミラー、吹 - 雨森雅司（警部でゴジャール）、相模太郎（オムニバス映画版）
パリ警察所属の本部長（もしくは署長）、とても怒りやすい性格でいつもクルーゾー警部を叱っている。しかし彼も事件の捏造をしたことがある。

### その他の人物
三匹のウサギのウィフト、ワイト、ウォン
声 - 肝付兼太（フジテレビ版・ウォン）、他は不明。
真っ黒いウサギ
クラミティー船長
声 -
姿はアサリ、違法密輸の容疑でカニ・ルーイたちと共に逮捕された。
マッド・ボンバー
自爆ができる小さな怪物、署長ごと吹き飛ばしたこともある。
ブロッチ
絵の具の悪人、見えないところで美術館の絵を盗んでいた。
スパイダー・ピエール
パリの連続スリ事件の犯人、ドゥードゥー巡査によって逮捕された。
怪人2重面相
声 - 千葉繁（オムニバス映画版）
前も後ろも顔がある指名手配犯。

## サブタイトル
| No. | テレビ放送での邦題        | オムニバス映画での邦題 | 原題                                | 製作日付        |
| --- | ------------------------- | ---------------------- | ----------------------------------- | --------------- |
| 1   | -                         | -                      | The Great De Gaulle Stone Operation | 1965年 12月21日 |
| 2   | -                         | -                      | Reaux, Reaux, Reaux Your Boat       | 1966年 2月1日   |
| 3   | -                         | -                      | Napoleon Blown-Aparte               | 2月2日          |
| 4   | -                         | -                      | Cirrhosis of the Louvre             | 3月9日          |
| 5   | Xはニックキ奴でゴジャール | -                      | Plastered in Paris                  | 4月5日          |
| 6   | -                         | -                      | Cock-A-Doodle Deux Deux             | 6月15日         |
| 7   | -                         | -                      | Ape Suzette                         | 6月24日         |
| 8   | -                         | -                      | The Pique Poquette of Paris         | 8月25日         |
| 9   | ジキルとハイド            | ジキルとハイド         | Sicque! Sicque! Sicque!             | 9月23日         |
| 10  | -                         | -                      | That's No Lady - That's Notre Dame  | 10月26日        |
| 11  | -                         | -                      | Unsafe and Seine                    | 11月9日         |
| 12  | -                         | -                      | Toulouse La Trick                   | 12月30日        |
| 13  | -                         | -                      | Sacré Bleu Cross                    | 1967年 2月1日   |
| 14  | -                         | -                      | Le Quiet Squad                      | 5月17日         |
| 15  | -                         | -                      | Bomb Voyage                         | 5月22日         |
| 16  | オートバイで決闘だ        | オートバイで決闘だ     | Le Pig-Al Patrol                    | 5月24日         |
| 17  | クルーゾー警部がんばる    | クルーゾー警部がんばる | Le Bowser Bagger                    | 5月30日         |
| 18  | -                         | -                      | Le Escape Goat                      | 6月29日         |
| 19  | -                         | -                      | Le Cop on Le Rocks                  | 7月3日          |
| 20  | -                         | -                      | Crow De Guerre                      | 8月16日         |
| 21  | ウラオモテ仮面            | 怪人二十面相           | Canadian Can-Can                    | 9月20日         |
| 22  | -                         | -                      | Tour de Farce                       | 10月25日        |
| 23  | -                         | -                      | The Shooting of Caribou Lou         | 12月20日        |
| 24  | -                         | -                      | London Derriere                     | 1968年 2月7日   |
| 25  | -                         | ライバルはロボット     | Les Miserobots                      | 3月21日         |
| 26  | -                         | -                      | Transylvania Mania                  | 3月26日         |
| 27  | -                         | -                      | Bear De Guerre                      | 4月26日         |
| 28  | -                         | -                      | Cherche Le Phantom                  | 6月13日         |
| 29  | -                         | -                      | Le Great Dane Robbery               | 7月7日          |
| 30  | -                         | -                      | Le Ball and Chain Gang              | 7月24日         |
| 31  | -                         | -                      | La Feet's Defeat                    | 7月24日         |
| 32  | -                         | -                      | French Freud                        | 1969年 1月22日  |
| 33  | -                         | -                      | Pierre and Cottage Cheese           | 2月26日         |
| 34  | -                         | -                      | Carte Blanched                      | 5月14日         |